# 춘양로
춘양로(Chunyang-ro)는 강원특별자치도 춘천시 신북읍 유포리 신북 교차로와 양구군 국토정중앙면 가오작리를 잇는 강원특별자치도의 도로이다. 춘천시와 양구군을 잇는 도로라 하여 두 지역의 이름을 따 춘양로라 명명되었다.

## 역사
- 1971년 3월 18일 : 춘성군 북산면 추곡리 내평지서앞 ~ 양구군 남면 석현리 29.736km 구간 개통, 기존 추곡리 ~ 추양리 5.68km 구간 폐지[1]
- 1980년 2월 22일 : 춘성군 서면 안보리 ~ 당림리 총 3.118km 구간 개통 및 기존 총 3.999km 구간 폐지[2]
- 1994년 7월 15일 : 춘천군 신북면 천전리 ~ 화천군 간동면 오음리 18.6km 구간 개통[3]
- 1995년 1월 12일 : 오음 ~ 양구간 도로(양구군 양구읍 석현리 ~ 화천군 간동면 간척리) 32.6km 구간, 의암 ~ 춘천간 도로(춘천시 칠송동 ~ 서면 덕두원리) 5.8km 구간 개통[4]
- 2002년 8월 10일 : 오봉산휴게소 앞 사고다발지점 개선공사에 의해 화천군 간동면 간척리 520m 구간 도로구역 변경[5]
- 2005년 10월 12일 : 양구군 남면 구암리 ~ 상남리 160m 구간 확장 개통, 기존 240m 구간 폐지[6]
- 2006년 2월 17일 : 춘천시 북산면 추곡리 ~ 양구군 양구읍 웅진리 6.115km 구간 신설 개통, 기존 19.25km 구간 폐지[7]
- 2009년 8월 7일 : 2개 이상 시·군에 걸쳐 있는 도로로 춘양로를 고시[8]
- 2009년 12월 31일 : 양구군 양구읍 웅진리 ~ 남면 죽리 7.44km 구간 신설 개통 및 기존 양구읍 웅진리 ~ 학조리 10.52km 구간 폐지[9]
- 2012년 3월 30일 : 배후령터널 및 신북 ~ 북산간 도로(춘천시 신북읍 유포리 ~ 화천군 간동면 간척리) 8.06km 구간 임시 개통[10]
- 2012년 12월 7일 : 신북 ~ 북산간 도로(춘천시 신북읍 유포리 ~ 화천군 간동면 간척리) 8.84km 구간 확장 개통 및 기존 12.76km 구간 폐지[11]
- 2015년 6월 10일 : 남면우회도로(양구군 남면 죽리) 330m 구간 확장 개통, 기존 양구군 남면 죽리 ~ 구암리 330m 구간 폐지[12]

## 주요 경유지
강원특별자치도
- 춘천시 신북읍 - 화천군 간동면 - 춘천시 북산면 - 양구군 (양구읍 · 국토정중앙면)

## 노선
| 이름                    | 접속 노선                                                                            | 소재지                                            | 소재지                                 | 비고                           |
| ----------------------- | ------------------------------------------------------------------------------------ | ------------------------------------------------- | -------------------------------------- | ------------------------------ |
| 신북 교차로             | 국도 제5호선 국도 제46호선 국도 제56호선 국가지원지방도 제56호선 (순환대로) 아침못길 | 춘천시                                            | 신북읍                                 | 국도 제46호선 구간             |
| 무지1교 무지2교 무지3교 |                                                                                      | 춘천시                                            | 신북읍                                 | 국도 제46호선 구간             |
| 배후령터널              |                                                                                      | 춘천시                                            | 신북읍                                 | 국도 제46호선 구간 연장 5,057m |
| 배후령터널              | 화천군                                                                               | 간동면                                            |                                        | 국도 제46호선 구간 연장 5,057m |
| 서옥 교차로             | 화천군                                                                               | 간동면                                            | 배후령길                               | 국도 제46호선 구간             |
| 간동1교 간동2교         | 화천군                                                                               | 간동면                                            |                                        | 국도 제46호선 구간             |
| 간척사거리              | 화천군                                                                               | 간동면                                            | 지방도 제461호선 (간척월명로) 오봉산길 | 국도 제46호선 구간             |
| 간척대교                | 화천군                                                                               | 간동면                                            |                                        | 국도 제46호선 구간             |
| 추곡터널                | 화천군                                                                               | 간동면                                            |                                        | 국도 제46호선 구간 연장 864m   |
| 추곡터널                | 춘천시                                                                               | 북산면                                            |                                        | 국도 제46호선 구간 연장 864m   |
| 추곡삼거리              | 춘천시                                                                               | 북산면                                            | 북산로                                 | 국도 제46호선 구간             |
| 추곡약수삼거리          | 춘천시                                                                               | 북산면                                            | 소양호로                               | 국도 제46호선 구간             |
| 추곡교                  | 춘천시                                                                               | 북산면                                            |                                        | 국도 제46호선 구간             |
| 수인터널                | 춘천시                                                                               | 북산면                                            |                                        | 국도 제46호선 구간 연장 2,925m |
| 수인터널                | 양구군                                                                               | 양구읍                                            |                                        | 국도 제46호선 구간 연장 2,925m |
| 수인사거리              | 양구군                                                                               | 양구읍                                            | 춘양호로                               | 국도 제46호선 구간             |
| 수인교                  | 양구군                                                                               | 양구읍                                            |                                        | 국도 제46호선 구간             |
| 웅진터널                | 양구군                                                                               | 양구읍                                            |                                        | 국도 제46호선 구간 연장 1,225m |
| 웅진1터널               | 양구군                                                                               | 양구읍                                            |                                        | 국도 제46호선 구간 연장 385m   |
| 웅진 교차로             | 양구군                                                                               | 양구읍                                            | 소양호로                               | 국도 제46호선 구간             |
| 웅진1교 웅진2교         | 양구군                                                                               | 양구읍                                            |                                        | 국도 제46호선 구간             |
| 웅진2터널               | 양구군                                                                               | 양구읍                                            |                                        | 국도 제46호선 구간 연장 590m   |
| 웅진3교                 | 양구군                                                                               | 양구읍                                            |                                        | 국도 제46호선 구간             |
| 공리터널                | 양구군                                                                               | 양구읍                                            |                                        | 국도 제46호선 구간 연장 1,650m |
| 공리 교차로             | 양구군                                                                               | 양구읍                                            | 소양호로 춘양로2545번길                | 국도 제46호선 구간             |
| 학조리사거리            | 양구군                                                                               | 양구읍                                            | 학안로 지픈개길                        | 국도 제46호선 구간             |
| 대월교                  | 양구군                                                                               | 양구읍                                            |                                        | 국도 제46호선 구간             |
| 국토정중앙면            | 양구군                                                                               |                                                   |                                        | 국도 제46호선 구간             |
| 대월2리삼거리           | 양구군                                                                               | 봉화산로                                          |                                        | 국도 제46호선 구간             |
| 대월1리삼거리           | 양구군                                                                               | 춘양로2756번길                                    |                                        | 국도 제46호선 구간             |
| 이리삼거리              | 양구군                                                                               | 박수근로                                          |                                        | 국도 제46호선 구간             |
| 송청 교차로             | 양구군                                                                               | 국도 제31호선 (금강산로) 국도 제46호선 (정중앙로) |                                        | 국도 제46호선 구간             |
| 송청 교차로             | 양구군                                                                               | 국도 제31호선 (금강산로) 국도 제46호선 (정중앙로) | 국도 제31호선 구간                     |                                |
| 서천1교 남면교          | 양구군                                                                               |                                                   |                                        |                                |
| 황강 교차로             | 양구군                                                                               | 황강길                                            |                                        |                                |
| 황강교                  | 양구군                                                                               |                                                   |                                        |                                |
| 황강터널                | 양구군                                                                               |                                                   | 국도 제31호선 구간 연장 285m           |                                |
| 서천2교 신송우교        | 양구군                                                                               |                                                   | 국도 제31호선 구간                     |                                |
| 용하1 교차로            | 양구군                                                                               | 양남로                                            | 국도 제31호선 구간                     |                                |
| 가오교                  | 양구군                                                                               |                                                   | 국도 제31호선 구간                     |                                |
| 야촌 교차로             | 양구군                                                                               | 정중앙로 춘양야촌길                               | 국도 제31호선 구간                     |                                |
| 가오작리                | 양구군                                                                               | 국도 제31호선 (광치령로) 남동로                   | 국도 제31호선 구간                     |                                |
| 광치령로와 직결         |                                                                                      |                                                   |                                        |                                |

## 주요 건물 및 시설
- 죽리초등학교 (강원특별자치도 양구군 국토정중앙면 춘양로 2726)